# اسلوپ کلاس سالو
اسلوپ کلاس سوالو (به انگلیسی: Swallow-class sloop) یک کلاس از اسلوپ‌ها است که طول آن ۱۳۹ فوت (۴۲٫۴ متر) می‌باشد.